# الاتحاد الإغريقي لكرة القدم
الاتحاد الإغريقي لكرة القدم أو الاتحاد اليوناني لكرة القدم تأسس في عام 1926م وانضم إلى الاتحاد الدولي لكرة القدم في 1927م وانضم إلى الاتحاد الأوروبي لكرة القدم في 1954م.